# 2014年ソチオリンピックのラトビア選手団
2014年ソチオリンピックのラトビア選手団（2014ねんソチオリンピックのラトビアせんしゅだん）は、2014年2月7日から23日までロシアのソチで開催された2014年ソチオリンピックのラトビア選手団、およびその競技結果。

## 選手団
- 人員: 選手 58人
- 開会式旗手: サンディス・オゾリンス

## メダル獲得者
| メダル   | 名前 | 競技       | 種目        | 日付（現地） |
| -------- | --- | ---------- | ----------- | ------------ |
| 銀メダル | マルティンシュ・ドゥクルス                                                                                | スケルトン | 男子個人    | 2/15         |
| 銀メダル | オスカルス・メルバルディス、ダウマンツ・ドレイシュケンス、 アルヴィス・ヴィルカステ、ヤーニス・ストレンガ | ボブスレー | 男子4人乗り | 2/23         |
| 銅メダル | アンドリス・シクス、ユリス・シクス                                                                        | リュージュ | 2人乗り     | 2/12         |
| 銅メダル | エリーザ・ティルマ、マルティンス・ルベニス、 アンドリス・シクス、ユリス・シクス                           | リュージュ | 団体        | 2/13         |

## アルペンスキー
- マルティンシュ・オンスクリス

男子大回転 (途中棄権)
男子回転 (27位、1:57.60)
- ロバーツ・ロード

男子滑降 (47位、2:17.50)
男子回転 (途中棄権)
男子スーパー大回転 (途中棄権)
- クリスタプス・ズヴェイニェクス

男子大回転 (43位、2:57.30)
男子回転 (途中棄権)
- アグネス・アボルティナ

女子大回転 (途中棄権)
女子回転 (37位、2:06.62)
女子スーパー大回転 (31位、1:36.10)
- レルデ・ガスーナ

女子大回転 (途中棄権)
女子回転 (30位、1:57.29)

## バイアスロン
- アンドレイス・ラストルグジェフス

男子10kmスプリント (17位、25:20.2)
男子12.5kmパシュート (9位、34:36.9)
男子20km個人 (33位、53:18.9)
- ザンナ・ユスカネ

女子7.5kmスプリント (79位、25:36.5)
女子15km個人 (途中棄権)

## ボブスレー
- オスカルス・メルバルディス、ダウマンツ・ドレイシュケンス

男子2人乗り (5位、3:46.48)
- オスカルス・キベルマニス、ヴァイリス・レイボムス

男子2人乗り (16位、3:48.52)
- オスカルス・キベルマニス、ライヴィス・ブロクス、ヘルビユス・ルーシス、ヴァイリス・レイボムス

男子4人乗り (14位、3:42.98)
- オスカルス・メルバルディス、ダウマンツ・ドレイシュケンス、アルヴィス・ヴィルカステ、ヤーニス・ストレンガ

男子4人乗り (2位、3:40.69)  銀メダル

## クロスカントリースキー
- アルヴィス・リエピンス

男子15kmクラシカル (73位、45:36.2)
男子スキーアスロン (66位、1:20:00.1)
男子50kmフリー (59位、2:04:45.6)
男子スプリント (予選敗退、61位、3:49.28)
- ヤーニス・パイパルス

男子15kmクラシカル (途中棄権)
男子スプリント (予選敗退、71位、3:56.21)
- インガ・ダウシュカネ

女子10kmクラシカル (65位、36:13.1)
女子スプリント (予選敗退、59位、2:53.90)

## アイスホッケー
- 男子 (準々決勝敗退)

クリステルス・グドレフスキス
エドガルス・マサルスキス
エルヴィンス・ムストゥコフス
オスカルス・バルトゥリス
ラルフス・フライベルクス
アルトゥルス・クルダ
サンディス・オゾリンス
ゲオルギース・プヤッツ
クリシアーニス・レイドリッヒス
アルヴィーツ・レキス
クリスタプス・ソトニェクス
アルマンドゥス・ベルジンス
マルティンス・シプリス
ラウリス・ダルジンス
カスパルス・ダウガヴィンス
ゼムグス・ギルゲンソンス
ミキス・インドラシス
コバ・ヤス
マルティンス・カルスムス
ロナルズ・ケニンス
ヴィタリィス・パヴロスフ
ミッケルス・レイドリッヒス
ヤーニス・スプルクツ
ユリス・ストールス
ヘルベルト・ヴァシリイェヴス

## リュージュ
- イナルス・キヴレニエクス

男子1人乗り (16位、3:30.525)
- クリスタプス・マウリニュシュ

男子1人乗り (21位、3:31.215)
- マルティンス・ルベニス

男子1人乗り (10位、3:29.697)
- オスカルス・グドラモヴィチス、ペテリス・カルニニュシュ

2人乗り (10位、1:40.462)
- アンドリス・シクス、ユリス・シクス

2人乗り (3位、1:39.790)  銅メダル
- エリーザ・ティルマ

女子1人乗り (12位、3:23.071)
- ウラ・ジルネ

女子1人乗り (18位、3:24.685)
- 団体 (3位、2:47.295)  銅メダル

エリーザ・ティルマ、マルティンス・ルベニス、アンドリス・シクス、ユリス・シクス

## ショートトラックスピードスケート
- ロベルト・プキティス

男子1500m (準決勝敗退、5着、2:16.961)

## スケルトン
- マルティンシュ・ドゥクルス

男子個人 (2位、3:45.10)  銀メダル
- トマス・ドゥクルス

男子個人 (4位、3:47.58)
- レルデ・プリエドゥレナ

女子個人 (14位、3:56.28)

## スピードスケート
- ハラルド・シロフス

男子500m (37位、72.44)
男子1000m (24位、1:10.29)
男子1500m (14位、1:46.79)